# Louise Peete
Louise Peete (* 20. September 1880 in Bienville, Louisiana als Lofie Louise Preslar; † 11. April 1947 im San Quentin State Prison, Kalifornien) war eine US-amerikanische Serienmörderin.

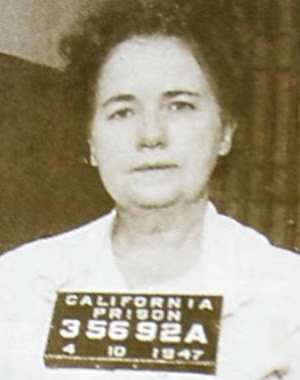
Louise Peete am Tag vor ihrer Hinrichtung

## Leben
Louise Preslar war das Kind wohlhabender Eltern und wurde auf eine teure Schule geschickt, die sie allerdings wegen schlechten Betragens vorzeitig verlassen musste. 1903 heiratete sie den Handelsreisenden Henry Bosley und reiste mit ihm durch die Vereinigten Staaten. Im Sommer 1906 überraschte Bosley seine Frau mit einem anderen Mann im Bett und nahm sich zwei Tage später das Leben. Preslar zog nach Boston, wo sie als Edel-Prostituierte arbeitete und ihre wohlhabenden Freier regelmäßig bestahl.
Nach einiger Zeit siedelte Preslar nach Waco um und lernte dort den Ölbaron Joe Appel kennen. Eine Woche später fand man Appel erschossen auf, sein zahlreicher Schmuck war verschwunden. Preslar wurde angeklagt, behauptete aber, Appel habe sie vergewaltigen wollen und sie habe ihn in Notwehr erschossen. Von dem fehlenden Schmuck war keine Rede mehr und Preslar wurde freigesprochen.
1913 heiratete Preslar zum zweiten Mal, den Hotelangestellten Harry Faurote. Faurote starb durch Suizid. 1915 ging Preslar ihre dritte Ehe ein. In Denver heiratete sie den Vertreter Richard Peete und brachte 1916 eine Tochter zur Welt. 1920 verließ Peete Mann und Tochter und zog nach Los Angeles.
Dort lernte sie Jacob Denton kennen und lebte einige Wochen mit ihm zusammen. Am 30. Mai 1920 verschwand Denton, und Peete lebte mehrere Monate alleine in seinem Haus. Fragen nach Denton beantwortete Peete mit erfundenen Geschichten, die sein Verschwinden erklären sollten. Dentons Anwalt setzte Peete immer mehr unter Druck und ging im September 1920 schließlich zur Polizei, die bei einer darauf folgenden Hausdurchsuchung im Keller Dentons Leiche ausgrub. Denton war erschossen worden. Peete wurde sofort zur Fahndung ausgeschrieben und in Denver gefunden, wo sie wieder mit Mann und Tochter zusammenlebte. Im Januar 1921 wurde sie zu einer lebenslangen Haftstrafe verurteilt. Drei Jahre später nahm sich Richard Peete das Leben. 
1939 wurde Peete aus der Haft entlassen und arbeitete als Haushälterin für die 60-jährige Jessie Marcy. Kurze Zeit später starb Marcy und Peete nahm eine Stelle als Hilfe im Haushalt der Bewährungshelferin Emily Dwight Latham an. Diese hatte sich für die Freilassung Peetes stark eingesetzt. Peete arbeitete dort bis zum Tod Lathams 1943. Die polizeilichen Ermittlungen ergaben aber in beiden Fällen eine natürliche Todesursache.
Im Mai 1944 ging Peete ihre vierte Ehe mit dem Bankangestellten Lee Judson ein und arbeitete im Haushalt von Arthur und Margaret Logan in Pacific Palisades. Am 30. Mai 1944 verschwand Margaret Logan. Peete erklärte ihr plötzliches Verschwinden damit, dass Arthur Logan seine Frau in die Nase gebissen habe; Mrs. Logan befinde sich zwecks einer Nasenoperation im Krankenhaus. Dem schon dementen Arthur Logan erklärte sie, seine Frau sei im Krankenhaus und dürfe keine Besuche empfangen. Peete ließ Arthur Logan in eine psychiatrische Anstalt einweisen, wo er ein halbes Jahr später verstarb. 
Im Dezember 1944 wurde Peete von der Polizei befragt, da Schecks mit Margaret Logans Unterschrift aufgetaucht waren, die ein Bankangestellter für Fälschungen hielt. Es folgte eine Hausdurchsuchung, bei der man im Garten unter einem Erdhügel Margaret Logans Leiche fand. Logan war erschossen worden. Peete und Judson wurden daraufhin angeklagt. Judson wurde am 11. Januar 1945 freigesprochen und nahm sich einen Tag später das Leben. 
In dem folgenden, sechs Wochen dauernden Prozess versuchte Peete, die Schuld an Margaret Logans Tod auf deren Ehemann zu schieben, der sie in seiner Verwirrtheit umgebracht haben sollte. Sie habe nur aus Angst, dass sie beschuldigt würde, die Leiche Margaret Logans vergraben und Arthur Logan in die Psychiatrie einweisen lassen. Peete wurde wegen Mordes zum Tode verurteilt und am 11. April 1947 in der Gaskammer des San Quentin Staatsgefängnisses hingerichtet.